# Antiga rectoria (Tagamanent)
L'Antiga rectoria és una obra de Tagamanent (Vallès Oriental) inclosa a l'Inventari del Patrimoni Arquitectònic de Catalunya.

## Descripció
Casa i capella unides i situades aprofitant el pendent del terreny. La casa és de tres pisos. La teulada amb aiguavés a la façana. Té una porta quadrada i adovellada. Dues finestres rectangulars i el porxo, al pis, orientat al riu. La capella té teulada de doble vessant amb molt poc pendent i coronat per una espadanya d'un sol ull i sota d'aquesta un petit rosetó. A la façana posterior s'observa la part original i més antiga amb dues finestres petites i una de més grossa amb la típica llinda de pedra. A les cantonades pedres més grosses.

## Història
Sobre la porta de la capella hi ha un rombe emmotllurat amb la data 1916. Fins a l'any 1980 s'hi deia missa i la rectoria era habilitada. Actualment es lloga la rectoria esporàdicament per a activitats extraescolars, etc.